# Pristimantis leucopus
Espèce
Synonymes
- Eleutherodactylus leucopus Lynch, 1976

Statut de conservation UICN

 EN  : En danger
Pristimantis leucopus est une espèce d'amphibiens de la famille des Craugastoridae.

## Répartition
Cette espèce se rencontre entre 2 300 et 2 900 m d'altitude dans la cordillère Orientale :
- en Équateur dans la province de Sucumbíos ;
- en Colombie dans les départements de Putumayo et de Nariño.

## Description
Les mâles mesurent de 30,0 à 37,8 mm et les femelles de 42,3 à 44,0 mm

## Publication originale
- Lynch, 1976 : A new high Andean slope species of Eleutherodactylus (Amphibia: Leptodactylidae) from Colombia and Ecuador. Proceedings of the Biological Society of Washington, vol. 88, no 32, p. 351-354 (texte intégral).